# Grande Prêmio da Espanha de 2012
O Grande Prêmio da Espanha de 2012 foi a quinta corrida da temporada de 2012 da Fórmula 1. A prova foi disputada no dia 13 de maio no Circuito da Catalunha, em Barcelona, com treino de classificação no sábado dia 12 de maio. O primeiro treino livre de sexta-feira teve Fernando Alonso como líder, já a segunda sessão do mesmo dia foi liderada por Jenson Button. No dia seguinte, a terceira sessão foi dominada por Sebastian Vettel. O pole position havia sido Lewis Hamilton, entretanto, o piloto inglês foi punido, sendo excluído do classificatório. Quem herdou a pole position foi o venezuelano Pastor Maldonado, tornando-se o primeiro venezuelano na história a conquistar a posição de honra na categoria. Maldonado veio a vencer a prova no dia seguinte e tornou-se também o primeiro venezuelano a vencer uma corrida de Formula 1. O pódio foi completado por Fernando Alonso, da Ferrari, e Kimi Räikkönen, da Lotus. A volta mais rápida da corrida foi feita pelo francês Romain Grosjean da Lotus com o tempo de 1:26.250.
O fim de semana é lembrado também pelo grave incêndio que atingiu os boxes da equipe Williams. O incidente obrigou a retirada dos integrantes da equipe e a intervenção dos bombeiros. Segundo relatos houve uma explosão que originou um incêndio e uma considerável fumaça que espalhou-se pelo box da escuderia, e todos tiveram que ser evacuados pelo paddock e pelo pit lane. A fumaça obrigou também a saída de pessoas de boxes próximos. Membros da equipe ficaram feridos e outros tiveram que ser atendidos por terem inalado muita fumaça. Segundo a Federação Internacional de Automobilismo, 31 pessoas foram encaminhadas ao centro médico do circuito, com queimaduras ou problemas respiratórios devido a inalação de fumaça. Depois do término do fogo o time agradeceu toda a ajuda recebida por membros das outras equipes da Fórmula 1.
Esta foi a quadragésima segunda prova do Grande Prêmio da Espanha válida para o campeonato mundial de Fórmula 1 e marcou o início da temporada europeia da Temporada de Fórmula 1 de 2012.

## Relatório

### Antecedentes

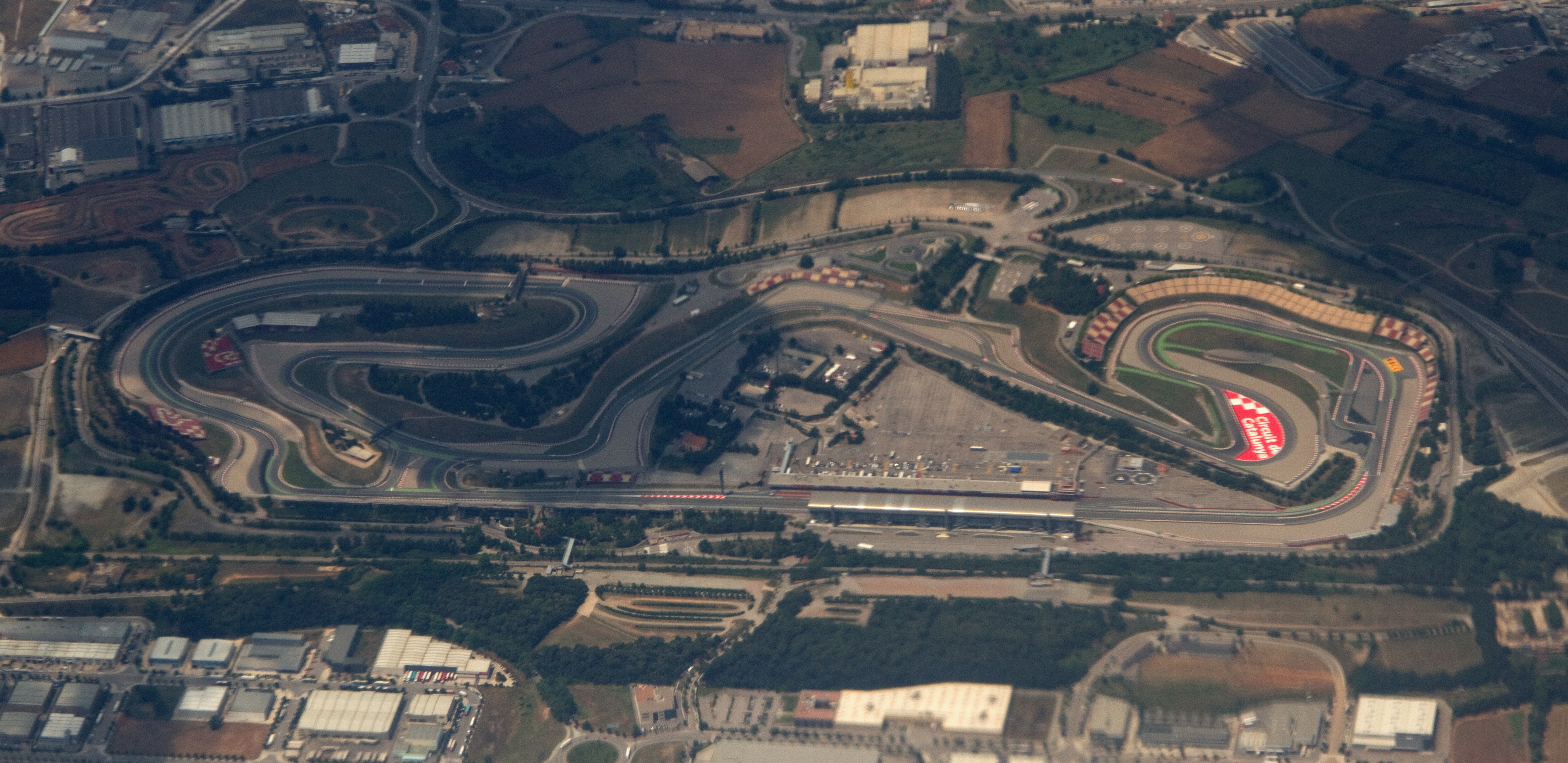
Circuito da Catalunha.

A corrida foi precedida por um teste de quatro dias no Circuito de Mugello (Autodromo Internazionale di Mugello), na Itália, a partir de 1º de maio. O teste possibilitou a introdução de grandes atualizações aerodinâmicas pelas equipes antes da corrida: McLaren estreou um novo aerofólio dianteiro mais elevado; Ferrari reformulou o sistema de escape e incorporou melhorias aerodinâmicas no Ferrari F2012; HRT incorporou aerofólios traseiro e dianteiro, apresentando também um novo fundo para o chassi.
A Pirelli, fornecedora oficial de pneus da categoria, designou os compostos duro e macio para a corrida. A escolha deve-se ao fato de que a pista do Circuito da Catalunha contém várias curvas de média e alta velocidade, que testam todos os aspectos de performance do pneu e levam a um grau notável de desgaste e degradação da banda de rodagem. O circuito tem dezesseis curvas, a maioria feita para a direita, colocando assim grande impacto no pneu esquerdo dianteiro. Simultaneamente, os pneus traseiros também tem que suportar muita tensão para fornecer a tração combinada necessária na saída das curvas mais lentas no setor final de cada volta.
A Federação Internacional de Automobilismo (FIA) estabeleceu que o grande prêmio teria apenas uma zona de ativação da asa móvel (DRS), sistema de redução de arrasto. O ponto de detecção ficou localizado na reta dos boxes, similar ao da última temporada. Entre as curvas 15 e 16, antes dos pilotos poderem ativar sua asa traseira móvel 750 metros antes da curva 1. O diretor de prova Charlie Whiting confirmou uma zona estendida para a corrida, algo em torno de cinquenta metros a mais em relação a 2011, entretanto a FIA decidiu reduzi-la para uma extensão similar como confirmado pelo engenheiro de Pastor Maldonado, Xevi Pujolar.

### Treinos livres

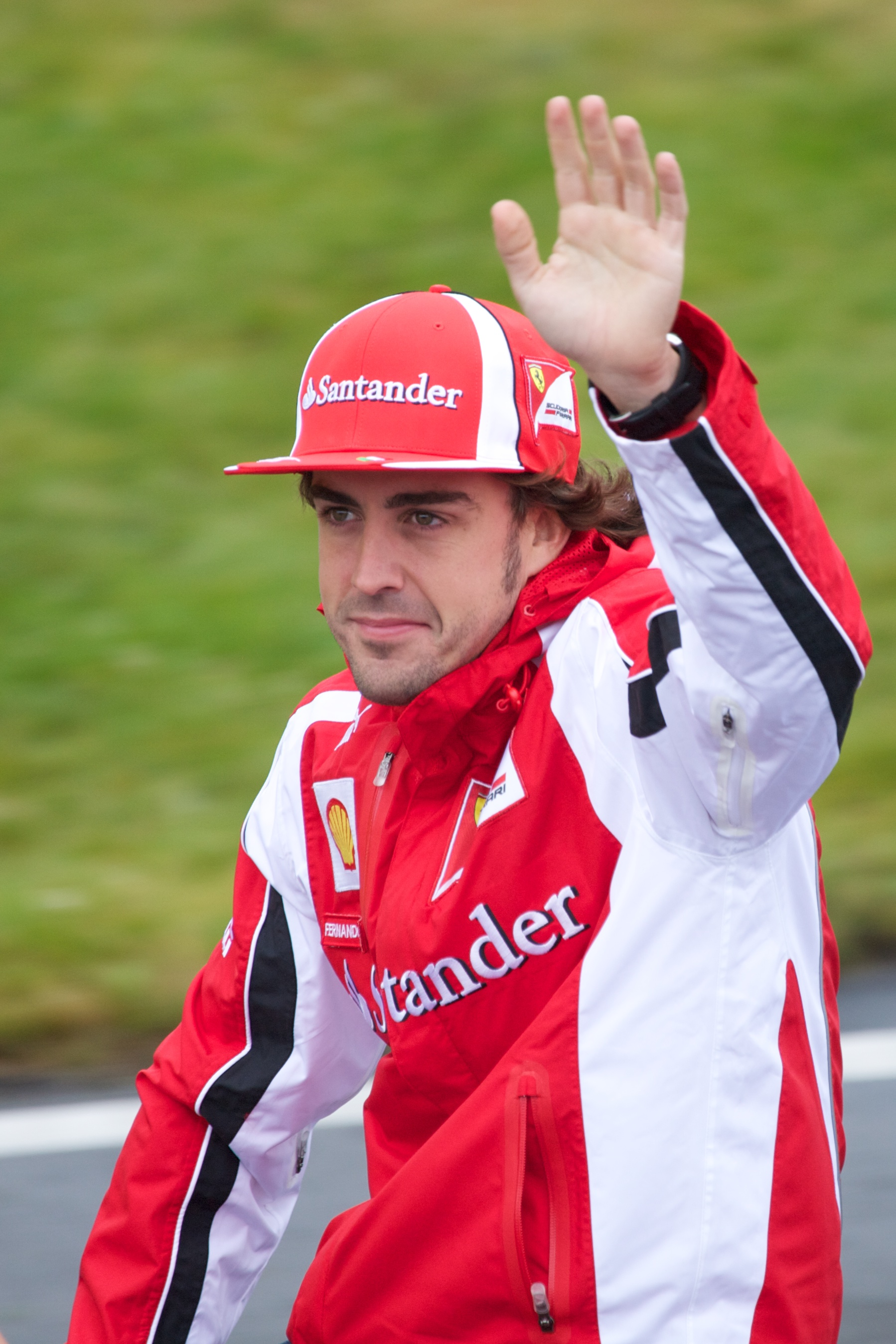
Alonso liderou a primeira sessão de treinos livres

As equipes utilizaram a primeira sessão de treinos livres para fazer uma análise das atualizações aerodinâmicas. A maioria delas aproveitou a metade inicial da sessão para avaliação dos carros, como foi o caso da McLaren, que teve Hamilton e Button em pista testando os novos bicos dos seus carros. Apenas nos últimos 45 minutos, os pilotos saíram para a pista com o intuito de cumprirem tempos mais rápidos. O espanhol Alonso levou sua Ferrari ao topo da tabela com o tempo de 1m24s430mil num treino disputado sob sol forte. Vettel foi o segundo melhor com a sua Red Bull, ficando a 378 milésimos do espanhol, já Kobayashi confirmou a boa fase da Sauber com o terceiro tempo, a 482 milésimos. Button, da McLarten, foi o quarto mais veloz, a frente de Valtteri Bottas, que substituiu Senna na Williams. Logo atrás vieram Schumacher e Grosjean, enquanto que Hamilton foi oitavo na segunda McLaren. Räikkönen e Hulkenberg ficaram em nono e décimo respectivamente. Em décimo primeiro ficou Vergne, seguido pelo brasileiro Massa. Webber completou em décimo terceiro. Logo atrás vieram Rosberg, Pérez, Ricciardo e Maldonado, respectivamente. Em décimo oitavo ficou o francês Jules Bianchi, a frente de Petrov e Glock. O americano Alexander Rossi, que pilotou no lugar de Kovalainen, ficou com a vigésima primeira colocação. Pic foi o vigésimo segundo seguido por de la Rosa. Dani Clos, que substituiu Karthikeyan na Hispania, foi o último colocado.
A segunda sessão de treinos livres foi liderada pelo inglês Button que marcou o tempo de 1min23s399mil. O segundo foi, novamente, Vettel. Rosberg, da Mercedes, foi o terceiro mais rápido do dia. Hamilton teve dificuldades para acertar o carro, dando sinais de desequilíbrio, com constantes saídas de frente na chicane RACC (Royal Automobile Club of Catalunya), o inglês virou 1min23s909mil em sua melhor volta pelo circuito catalão, suficiente para garantir o quarto lugar. Logo atrás vieram Räikkönen e Grosjean, da Lotus. Este último conseguiu tempos parecidos com o do líder no primeiro setor. Webber sofreu uma escapada para a caixa de brita e foi o sétimo da sessão vespertina. Schumacher, Kobayashi e Hulkenberg completaram o grupo dos dez melhores colocados. Massa foi o décimo primeiro seguido por Pérez, Maldonado e Alonso. O britânico di Resta foi o décimo quinto colocado, a frente de Vergne, Ricciardo e Bruno Senna. Kovalainen ficou em décimo nono, seguido por Petrov, Glock e Pic. De la Rosa e Karthikeyan foram os últimos, sendo que Karthikeyan ficou sem tempo.
Depois de ficar com a segunda melhor posição nas duas sessões de treinos livres de sexta-feira, o alemão Vettel marcou o melhor tempo da terceira sessão, realizada no sábado, com a marca de 1min23s168mil. Na sequência classificaram-se Maldonado, fazendo o segundo melhor tempo, e Kobayashi colocando a Sauber na terceira colocação. O quarto mais veloz do treino foi outro piloto da Red Bull, Webber. O mexicano Perez liderou grande parte da sessão, porém encerrou o treino em quinto, com Alonso aparecendo em sexto. Vergne foi o sétimo e Button ficou com a oitava marca, sendo a melhor McLaren do treino. Na nona colocação ficou Räikkönen, da Lotus, e Rosberg fechou os dez primeiros de Mercedes. Massa ficou com a 11ª marca, seguido por Hulkenberg e Ricciardo. Senna, da Williams, ficou em décimo quarto, a frente de di Resta e Hamilton. Schumacher foi apenas o décimo sétimo, seguido por Petrov e Kovalainen. Pic foi o vigésimo, seguido por Glock, Karthikeyan e de la Rosa. Grosjean não marcou tempo e foi o último.

### Treino classificatório
Q1

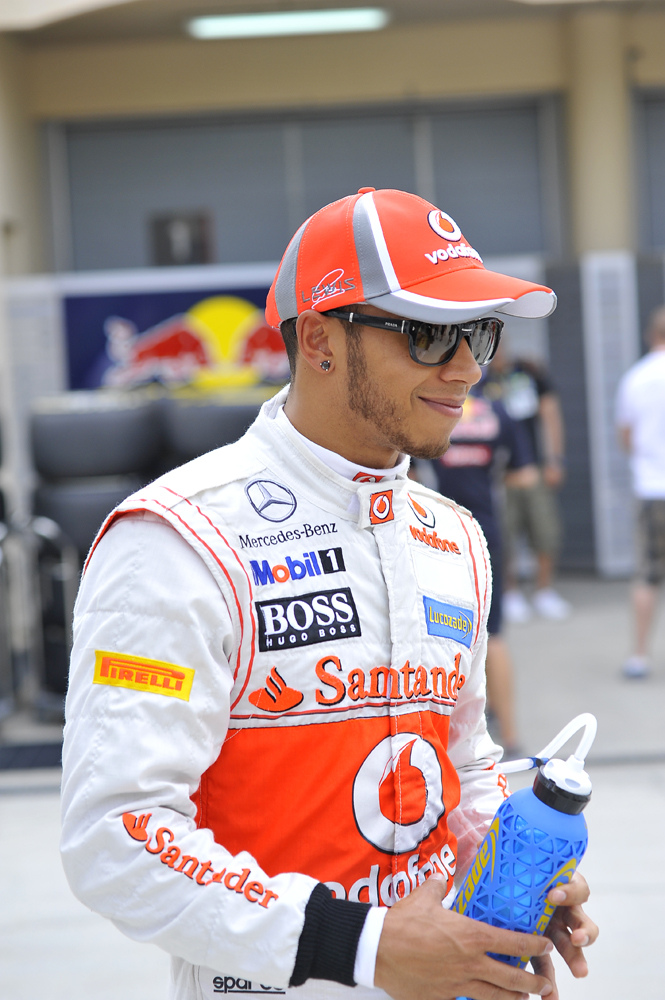
Hamilton foi punido

O treino classificatório teve inicio no horário previsto com tempo seco e forte calor. Na primeira parte da sessão os primeiros quatro minutos foram de pista vazia, até que Räikkönen, Grosjean e Di Resta foram para a pista. Depois deles, boa parte do grid também deixou os boxes para marcar tempo. Grosjean foi o mais rápido entre eles, porém logo Alonso fez o melhor tempo em seguida, sendo posteriormente superado por Pérez. Antes dos dez minutos da sessão o líder já era o inglês Hamilton. Os pilotos entraram na pista usando pneus duros, com exceção de Maldonado que entrou usando o macio. No fim da sessão, entretanto, parte dos pilotos trocou seus pneus por macio também. Foram eliminados Petrov e Kovalainen da Caterham, Pic e Glock da Marussia e de la Rosa e Karthikeyan da Hispania, além de Senna, da Williams, que rodou e foi parar na grama. O melhor tempo foi marcado por Hamilton.

“Os comissários receberam um relatório do diretor de corrida afirmando que durante o pós-qualificação o carro número 4 não conseguiu retornar aos boxes com suas próprias forças como é exigido pelo artigo 6.6.2 do regulamento técnico da FIA. Sam Michael, representando o time, ainda foi ouvido e disse que o carro parou no circuito por motivo de força maior, já que um membro da equipe havia colocado quantidade insuficiente de combustível no tanque, o que fez com que o carro parasse no circuito. Como a quantidade de combustível está sob controle completo da equipe, os comissários não aceitaram este motivo como sendo de força maior e, portanto, o concorrente teve seus resultados excluídos da sessão de qualificação. Ele está, porém, autorizado a largar no final do grid.”

— comunicado de exclusão de Lewis Hamilton
Q2
Na segunda parte do treino, mais uma vez, os pilotos demoraram para sair dos boxes no início, sendo que desta vez quem abriu os trabalhos foram as duas Force India e as duas Saubers. Hamilton apareceu como o mais rápido na sessão, com uma grande vantagem sobre Webber, o segundo colocado. Faltando apenas cinco minutos para o fim da sessão, apenas quatro pilotos ainda estavam com seus carros na pista (Räikkönen, Grosjean, Ricciardo e Vergne) pois era necessário poupar pneus para o Q3. Os que se mantiveram na pista não estavam entre os dez primeiros colocados. Nos últimos instantes, o brasileiro Massa também foi para a pista tentar um lugar entre os dez. À essa altura ele ocupava a décima terceira colocação, quase um segundo mais lento que seu companheiro de equipe, o nono. O segundo lugar de Grosjean deixou Alonso de fora dos que estavam se classificando para o Q3. Em sua volta rápida, Massa fez 1m23s444mil, exatamente o mesmo tempo de Vettel, porém ambos foram colocados de fora do Q3 pois Alonso, Ricciardo e Vergne melhoraram muito seus tempos. Alonso fez 1m22s862mil e subiu para o quarto posto. Na volta seguinte Vettel melhorou e voltou para os dez primeiros, menos Massa, que não abriu mais uma volta rápida. Pérez se classificou em quarto. Massa foi perdendo posições gradualmente e terminando em décimo sétimo, o mais lento dos que passaram para a segunda parte da sessão. O Q2 marcou a eliminação de Button, da McLaren, e Webber, da Red Bull. Eles se classificaram, respectivamente, em décimo primeiro e décimo segundo colocados. Os outros eliminados foram a dupla da Force India: di Resta e Hulkenberg, e os pilotos da Toro Rosso, Vergne e Ricciardo, além de Massa da Ferrari. O companheiro de Senna na Williams, Maldonado, marcou o melhor tempo do Q2.
Q3
Na terceira parte da sessão Vettel e Hamilton foram os únicos a ir para a pista no início dos trabalhos, sendo que Vettel sequer chegou a abrir volta rápida. Antes de abrir tempo ele voltou para os boxes pois estava com pneu macio usado. Quando ele entrou nos boxes Schumacher saiu. Hamilton marcou 1m22s560mil quando faltavam cinco minutos para o fim da classificação. Já Schumacher, que foi para a pista com pneu duro, também não abriu volta. Rosberg foi para a pista e foi o segundo piloto a abrir volta rápida já no final do treino, quando faltavam três minutos para o fim. No mesmo momento Alonso saiu dos boxes junto com Räikkönen, Perez, Grosjean, Maldonado, Hamilton e Vettel. Rosberg fez 1m23s005mil, marcou o segundo tempo e recolheu para os boxes. Enquanto isso Alonso e Räikkönen vinham em parciais mais rápidas que todos. O espanhol marcou 1m22s302mil e Räikkönen 1m22s487mil, primeiro e segundo colocados, com Perez em terceiro. Com o cronômetro zerado, Alonso chegou a ficar em primeiro empolgando a torcida espanhola. Porém, o piloto da Ferrari foi superado por Maldonado. Em sua última tentativa o inglês Hamilton foi meio segundo mais rápido que o venezuelano, marcou 1m21s707mil e a pole position. Atrás de Hamilton ficaram Maldonado, Alonso, Grosjean, Räikkönen, Perez, Rosberg e aqueles que não marcaram tempo, como Vettel, Schumacher e Kobayashi.
Hamilton largaria na pole position, entretanto, horas após o término do treino classificatório, o britânico foi punido e excluído da classificação. Assim que fez sua volta rápida, o piloto parou seu carro na metade do circuito e voltou a pé para os boxes. Em entrevista o piloto afirmou que "parou no caminho de forma correta e que não tinha ideia do acontecido". Essa declaração não o impediu de ser punido pelo artigo 6.6.2 do regulamento esportivo da categoria, que fala sobre quantidade mínima de combustível que o carro deve carregar para ser analisado. O regulamento técnico da Fórmula 1 diz que todo carro precisa voltar aos boxes com pelo menos 1 litro de combustível no tanque, o que não aconteceu. Os comissários da prova fizeram uma vistoria técnica na McLaren de Hamilton, que tinha apenas 1,3 litros de combustível e não conseguiria chegar ao parque fechado com a quantidade mínima necessária. Ao não constatarem nenhum problema técnico de ordem maior, optaram por excluí-lo da classificação, largando na última posição.

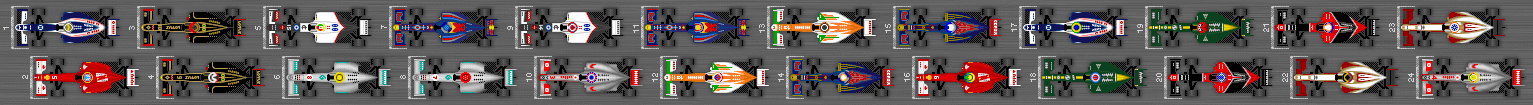
Grid de largada.

### Corrida

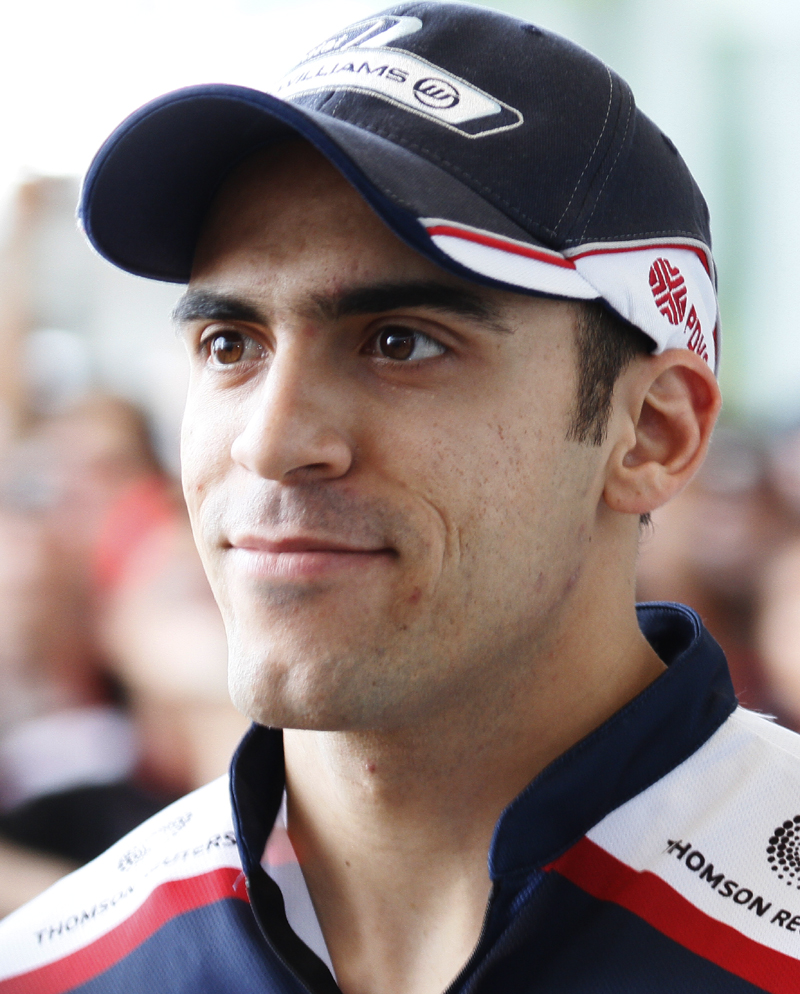
Maldonado pole-position e vencedor da prova.

Na largada o espanhol Alonso usou a experiência e o fato de largar do lado de dentro para tomar a primeira posição de Maldonado na primeira curva da prova. O mesmo conseguiu Räikkönen sobre o companheiro de Lotus, Grosjean, para assumir o terceiro lugar. Massa subiu de 16.º para 13.º, e Senna, de 17.º para 15.º. Massa ainda conseguiu mais duas posições na primeira volta, enquanto Senna voltou para sua colocação de largada. Após perder a pole position e ter de sair no final do grid, Hamilton ganhou quatro posições na largada.
Na disputa pela liderança, Alonso abriu dois segundos para Maldonado no início e manteve vantagem até o primeiro pit stop. O espanhol parou nos boxes na décima primeira volta e recuperou a ponta com a parada do venezuelano na passagem seguinte. Enquanto isso, Hamilton optou por retardar a parada nos boxes e ganhou posições. Na décima primeira volta, o inglês já era o sexto colocado, porém caiu para décimo quarto após o primeiro pit stop, na volta quinze.
Duas voltas antes, a corrida acabou para Bruno Senna, após ser abalroado por Schumacher. O brasileiro posicionou sua Williams levemente para a direita no final da reta principal e retornou para frear e fazer a tomada da curva. O alemão se confundiu, atingiu em cheio o carro de Senna e acabou na brita. Com o pneu traseiro esquerdo furado e o aerofólio danificado, Senna tentou voltar aos boxes, entretanto também abandonou metros depois. Visivelmente irritado, Schumacher esbravejou no rádio: "Idiota", culpando o brasileiro pelo acidente. Senna retrucou: "Óbvio que ele vai me culpar, ele nunca vai se culpar pelo acidente".
Na segunda rodada de paradas nos boxes, Maldonado assumiu a liderança da prova. Enquanto Alonso perdia tempo com o retardatário Pic, que, mais tarde, foi punido por não respeitar a bandeira azul, o venezuelano parou nos boxes na vigésima quinta volta, antes do espanhol, e ainda marcou a melhor volta em seu retorno à pista. Alonso fez seu pit stop na passagem seguinte e voltou apenas sete segundos atrás do rival. Alonso tirou boa parte da diferença na terceira rodada de paradas nos boxes. Maldonado foi para os boxes na quadragésima segunda volta, enquanto o espanhol permaneceu na pista fazendo voltas rápidas com pneus duros. Após fazer sua terceira parada na quadragésima quinta volta, o piloto da Ferrari voltou a menos de dois segundos do venezuelano.
Alonso chegou a ficar a menos de um segundo de Maldonado, porém o piloto da Williams conseguiu voltar a abrir nas voltas finais para receber a bandeira quadriculada em primeiro lugar, com três segundos de vantagem. Depois de perder contato com o venezuelano em razão dos pneus gastos, o espanhol ainda viu o finlandês Räikkönen se aproximar, entretanto conseguiu assegurar a segunda colocação. O resultado só não deu a liderança do campeonato a Alonso porque Vettel se recuperou após levar um drive through, ultrapassou Hamilton a três voltas do fim e Rosberg na última volta. Também punido com drive through, Massa cruzou em décimo quinto. Após largar do fim do grid em razão da punição no treino classificatório, Hamilton completou a corrida de recuperação em oitavo.

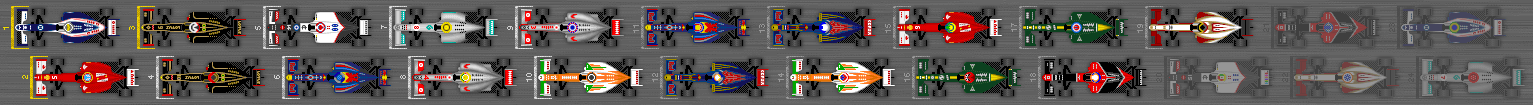
Resultado da prova

### Pós-corrida
Na nona volta da corrida Bruno Senna e Schumacher protagonizaram uma batida no final da reta dos boxes. O incidente foi analisado pelos comissários que julgaram Schumacher como culpado. O piloto alemão foi punido com a perda de cinco posições no grid de largada da corrida seguinte, o Grande Prêmio de Mônaco.

#### Incêndio
“Em nome da Williams, eu gostaria de agradecer os membros de outras equipes que ajudaram durante o incêndio. Nós ficamos impressionados pelo apoio. Foi realmente impressionante”

— Mark Gillan, chefe de operações da equipe, agradece a ajuda que recebeu de membros das outras equipes para cessar o fogo nos boxes da Williams
Uma explosão nos boxes da Williams durante a comemoração da vitória de Pastor Maldonado obrigou à retirada dos integrantes da equipe e a intervenção dos bombeiros. Uma fumaça escura começou a se espalhar pelo box da escuderia, e todos tiveram que ser evacuados pelo paddock e pelo pit lane. Segundo relatos de pessoas que estiveram próximas ao local, houve uma explosão que originou um incêndio e uma considerável fumaça, que obrigou também a saída de pessoas de boxes próximos. O dono da equipe inglesa, Frank Williams, foi retirado rapidamente. Alguns membros ficaram feridos e outros tiveram que ser atendidos por terem inalado a fumaça preta que tomou conta do lugar. Segundo a Federação Internacional de Automobilismo, 31 pessoas foram encaminhadas ao centro médico do circuito, com queimaduras ou problemas respiratórios devido a inalação de fumaça. Destas, 24 foram liberadas em seguida, enquanto sete foram encaminhadas à hospitais locais, uma em estado grave — um mecânico da Williams com cerca de 30% do corpo queimado. Uma segunda pessoa teria quebrado o braço devido a uma queda em meio à confusão gerada após o incêndio. Depois do término do fogo que destruiu grande parte do box da equipe, o time agradeceu toda a ajuda recebida por membros das outras equipes da Fórmula 1. O incêndio foi controlado com apoio de funcionários da Caterham, Force India, Lotus, e outras escuderias. Mark Gillan, chefe de operações da Williams, afirmou que o incidente "foi desapontador, porém os problemas foram limitados pela resposta rápida da equipe e de todos que ajudaram".

## Resultados

### Classificatório
| 1                        | 4  | Lewis Hamilton      | McLaren-Mercedes     | 1:22.583 | 1:22.465 | 1:21.707 | 243 |
| 2                        | 18 | Pastor Maldonado    | Williams-Renault     | 1:23.380 | 1:22.105 | 1:22.285 | 1   |
| 3                        | 5  | Fernando Alonso     | Ferrari              | 1:23.276 | 1:22.862 | 1:22.302 | 2   |
| 4                        | 10 | Romain Grosjean     | Lotus-Renault        | 1:23.248 | 1:22.667 | 1:22.424 | 3   |
| 5                        | 9  | Kimi Räikkönen      | Lotus-Renault        | 1:23.406 | 1:22.856 | 1:22.487 | 4   |
| 6                        | 15 | Sergio Pérez        | Sauber-Ferrari       | 1:24.261 | 1:22.773 | 1:22.533 | 5   |
| 7                        | 8  | Nico Rosberg        | Mercedes             | 1:23.370 | 1:22.882 | 1:23.005 | 6   |
| 8                        | 1  | Sebastian Vettel    | Red Bull-Renault     | 1:23.850 | 1:22.884 | S/tempo1 | 7   |
| 9                        | 7  | Michael Schumacher  | Mercedes             | 1:23.757 | 1:22.904 | S/tempo1 | 8   |
| 10                       | 14 | Kamui Kobayashi     | Sauber-Ferrari       | 1:23.386 | 1:22.897 | S/tempo1 | 9   |
| 11                       | 3  | Jenson Button       | McLaren-Mercedes     | 1:23.510 | 1:22.944 | —        | 10  |
| 12                       | 2  | Mark Webber         | Red Bull-Renault     | 1:23.592 | 1:22.977 | —        | 11  |
| 13                       | 11 | Paul di Resta       | Force India-Mercedes | 1:23.852 | 1:23.125 | —        | 12  |
| 14                       | 12 | Nico Hülkenberg     | Force India-Mercedes | 1:23.720 | 1:23.177 | —        | 13  |
| 15                       | 17 | Jean-Éric Vergne    | Toro Rosso-Ferrari   | 1:24.362 | 1:23.265 | —        | 14  |
| 16                       | 16 | Daniel Ricciardo    | Toro Rosso-Ferrari   | 1:23.906 | 1:23.442 | —        | 15  |
| 17                       | 6  | Felipe Massa        | Ferrari              | 1:23.886 | 1:23.444 | —        | 16  |
| 18                       | 19 | Bruno Senna         | Williams-Renault     | 1:24.981 | —        | —        | 17  |
| 19                       | 21 | Vitaly Petrov       | Caterham-Renault     | 1:25.277 | —        | —        | 18  |
| 20                       | 20 | Heikki Kovalainen   | Caterham-Renault     | 1:25.507 | —        | —        | 19  |
| 21                       | 25 | Charles Pic         | Marussia-Cosworth    | 1:26.582 | —        | —        | 20  |
| 22                       | 24 | Timo Glock          | Marussia-Cosworth    | 1:27.032 | —        | —        | 21  |
| 23                       | 22 | Pedro de la Rosa    | Hispania-Cosworth    | 1:27.555 | —        | —        | 22  |
| Tempo dos 107%: 1:28.363 |    |                     |                      |          |          |          |     |
| 24                       | 23 | Narain Karthikeyan2 | Hispania-Cosworth    | 1:31.122 | —        | —        | 23  |
| Fonte:                   |    |                     |                      |          |          |          |     |

- ↑1 : Vettel, Schumacher e Kobayashi não participaram da tomada de tempo da terceira etapa de qualificação (para poupar pneus ou problemas mecânicos). Vettel fez uma volta em velocidade reduzida antes de Schumacher fazer o mesmo. Kobayashi não saiu dos boxes, como consequência Vettel ocupou a 8ª posição no grid de largada, Schumacher a 9ª e Kobayashi a 10ª.
- ↑2 : Narain Karthikeyan poderia não participar, mas como ele fez um tempo melhor que 1:31.122 nos treinos livres ele foi liberado a correr.
- ↑3 : Após o treino, o piloto britânico Lewis Hamilton foi punido pelos comissários da prova por ter parado o carro logo depois de obter seu melhor tempo, sem completar a volta seguinte por falta de combustível. Dessa maneira, Pastor Maldonado ficou com a pole position.[27]

### Corrida
| Pos.   | Nº | Piloto             | Construtor           | Voltas | Tempo/Diferença  | Grid | Pontos |
| ------ | -- | ------------------ | -------------------- | ------ | ---------------- | ---- | ------ |
| 1      | 18 | Pastor Maldonado   | Williams-Renault     | 66     | 1:39:09.145      | 1    | 25     |
| 2      | 5  | Fernando Alonso    | Ferrari              | 66     | +3.195           | 2    | 18     |
| 3      | 9  | Kimi Räikkönen     | Lotus-Renault        | 66     | +3.884           | 4    | 15     |
| 4      | 10 | Romain Grosjean    | Lotus-Renault        | 66     | +14.799          | 3    | 12     |
| 5      | 14 | Kamui Kobayashi    | Sauber-Ferrari       | 66     | +1:04.641        | 9    | 10     |
| 6      | 1  | Sebastian Vettel   | Red Bull-Renault     | 66     | +1:07.576        | 7    | 8      |
| 7      | 8  | Nico Rosberg       | Mercedes             | 66     | +1:17.919        | 6    | 6      |
| 8      | 4  | Lewis Hamilton     | McLaren-Mercedes     | 66     | +1:18.140        | 24   | 4      |
| 9      | 3  | Jenson Button      | McLaren-Mercedes     | 66     | +1:25.246        | 10   | 2      |
| 10     | 12 | Nico Hülkenberg    | Force India-Mercedes | 65     | +1 volta         | 13   | 1      |
| 11     | 2  | Mark Webber        | Red Bull-Renault     | 65     | +1 volta         | 11   |        |
| 12     | 17 | Jean-Éric Vergne   | Toro Rosso-Ferrari   | 65     | +1 volta         | 14   |        |
| 13     | 16 | Daniel Ricciardo   | Toro Rosso-Ferrari   | 65     | +1 volta         | 15   |        |
| 14     | 11 | Paul di Resta      | Force India-Mercedes | 65     | +1 volta         | 12   |        |
| 15     | 6  | Felipe Massa       | Ferrari              | 65     | +1 volta         | 16   |        |
| 16     | 20 | Heikki Kovalainen  | Caterham-Renault     | 65     | +1 volta         | 19   |        |
| 17     | 21 | Vitaly Petrov      | Caterham-Renault     | 65     | +1 volta         | 18   |        |
| 18     | 24 | Timo Glock         | Marussia--Cosworth   | 64     | +2 voltas        | 21   |        |
| 19     | 22 | Pedro de la Rosa   | Hispania-Cosworth    | 63     | +3 voltas        | 22   |        |
| Ret    | 15 | Sergio Pérez       | Sauber-Ferrari       | 37     | Transmissão      | 5    |        |
| Ret    | 25 | Charles Pic        | Marussia--Cosworth   | 35     | Tração dianteira | 20   |        |
| Ret    | 23 | Narain Karthikeyan | Hispania-Cosworth    | 22     | Roda             | 23   |        |
| Ret    | 19 | Bruno Senna        | Williams-Renault     | 12     | Colisão          | 17   |        |
| Ret    | 7  | Michael Schumacher | Mercedes             | 12     | Colisão          | 8    |        |
| Fonte: |    |                    |                      |        |                  |      |        |

- Primeira e única vitória de Pastor Maldonado na história da Fórmula 1.
- Última vitória da Williams na F1 até então

## Tabela do campeonato após a corrida
Observe que somente as cinco primeiras posições estão incluídas na tabela.
|        | 1 | Sebastian Vettel | 61 |
| 3      | 2 | Fernando Alonso  | 61 |
| 1      | 3 | Lewis Hamilton   | 53 |
| 3      | 4 | Kimi Räikkönen   | 49 |
| 2      | 5 | Mark Webber      | 48 |
| Fonte: |   |                  |    |

|        | 1 | Red Bull-Renault | 109 |
|        | 2 | McLaren-Mercedes | 98  |
|        | 3 | Lotus-Renault    | 84  |
|        | 4 | Ferrari          | 63  |
|        | 5 | Mercedes         | 43  |
| Fonte: |   |                  |     |